# اد (ویرایشگر متن)
اِد (به انگلیسی: Ed) یک ویرایشگر خط برای سیستم عامل یونیکس است که همواره به‌عنوان یک استاندارد در سیستم‌های یونیکس وجود داشته‌است. این ویرایشگر ابتدا توسط کنت تامسون در ۱۹۷۱ میلادی نوشته شد.